# Ed Sheeran
Edward Christopher Sheeran (spreek uit als: Ed SJIEren; IPA: [ɛd ˈʃɪəɹən]), (Halifax, 17 februari 1991) is een Brits singer-songwriter. 
Na verschillende ep's te hebben uitgebracht tussen 2004 en 2010, tekende hij in 2011 een contract bij Asylum/Atlantic Records. Sheeran brak door in juni 2011 met zijn debuutsingle The A Team, ontving sinds 2012 awards voor zijn werk en had daarna ook grote hits met onder andere Thinking Out Loud (2014), Shape of You (2017), Galway Girl (2017), Perfect (2017), I Don't Care (2019) en Bad Habits (2021).

## Levensloop

### Jeugdjaren
Sheeran is een zoon van Ierse en Britse ouders. Tijdens zijn jeugd verhuisde hij naar Framlingham (Suffolk), waar hij op jonge leeftijd gitaar leerde spelen. Hij begon met het schrijven van nummers tijdens zijn schooltijd aan de Thomas Mills High School in Framlingham.

### Muziekcarrière

#### 2005–2011: Groei naar bekendheid
Sheeran begon nummers op te nemen in 2005, wat leidde tot de release van zijn eerste ep, The orange room ep. Sheeran bracht daarnaast nog twee ep's uit, een eponiem (Ed Sheeran) in 2006 en Want some? in 2007. Hij verhuisde naar Londen in 2008 om daar kleine optredens te verzorgen. In 2007 of 2008 deed hij auditie voor de televisieserie Britannia High van Independent Television.
In 2009 trad Sheeran 312 keer op: hij zei dat hij een interview met de Britse zanger James Morrison had gelezen, waarin Morrison vertelde dat hij zo'n tweehonderd optredens had gedaan in dat jaar. Sheeran had als doel Morrison te overtreffen, waarin hij slaagde.
Vlak voordat Sheeran op tour ging met Just Jack bracht hij de ep You need me uit.
In februari 2010 plaatste Sheeran een filmpje op de website van SB.TV. De Britse rapper Example pikte het filmpje op en vroeg Sheeran met hem op tournee te gaan. In februari 2010 bracht hij opnieuw een ep uit, Loose change, waar ook zijn latere debuutsingle The A team op staat. De videoclip die gemaakt werd voor het nummer kostte slechts 20 pond.
In april 2010 verliet Sheeran zijn managementbureau en kocht hij een ticket naar Los Angeles, waar hij verscheidene open mic-avonden bijwoonde. Tijdens een optreden in The Foxxhole, een club waarvan Jamie Foxx de eigenaar is, werd hij opgemerkt door Foxx, die hem uitnodigde in zijn huis, waar hij verscheidene nummers opnam. In de loop van 2010 verkreeg Sheeran steeds meer bekendheid, mede dankzij een alsmaar groeiende groep fans die hem volgden via zijn YouTube-kanaal. Ook een vermelding in The Independent leverde hem bekendheid op. Erkenning van zijn talent door voetbalaanvoerder Rio Ferdinand en superster Elton John waren doorslaggevend voor zijn groeiende bekendheid.

#### 2011–2013: Mainstreamcarrière
Op 8 januari 2011 bracht Sheeran zijn laatste ep uit in eigen beheer, No. 5 Collaborations Project, waaraan een aantal grimeartiesten meegewerkt hebben, waaronder Wiley, JME en Devlin. Met deze ep behaalde Sheeran de tweede positie in de iTunes-hitlijsten, zonder enige vorm van promotie en zonder contract met een platenlabel. De ep werd 7000 keer verkocht in zijn eerste week. Binnen een week na de release tekende hij een contract bij Asylum Records.
Op 26 april trad Sheeran op tijdens het televisieprogramma Later... with Jools Holland, waar hij zijn debuutsingle The A team zong. Zes weken later werd het nummer uitgebracht als muziekdownload in Groot-Brittannië. Het nummer dient als hoofdsingle voor Sheerans debuutalbum + (Plus) – een album dat uitgebracht werd door Atlantic Records op 12 september 2011. The A Team verkocht 58 duizend keer in zijn eerste week, en kwam binnen op de tweede positie in de UK Singles Chart.
Tijdens het Glastonbury Festival van 2011 kondigde Sheeran aan dat You Need Me, I Don't Need You de tweede single zou worden, en op 28 augustus 2011 zou worden uitgebracht. In de videoclip van de derde single, Lego House, speelt lookalike Rupert Grint de hoofdrol. Op 10 januari 2012 kondigde Sheeran aan dat hij in het voorprogramma zou staan van Snow Patrol van eind maart tot mei 2012.
In maart 2012 kwam Sheeran in contact met Taylor Swift, met wie hij later het nummer Everything Has Changed opnam. Kort hierna kondigde de artiest aan van maart tot september 2013 als openingsact op tournee te gaan met Swift. In oktober van hetzelfde jaar sloot hij zijn +-tour af met drie uitverkochte concerten in Madison Square Garden in New York.

#### 2014–2015:×(Multiply)
Sheerans tweede studioalbum, x, verscheen op 23 juni 2014. De voorafgaande drie jaar schreef hij meer dan 120 nummers voor het album. Het debuteerde op nummer 1 in zowel de Britse hitlijsten als de Amerikaanse US Billboard 200. Sheeran stoof direct door in zijn volgende wereldwijde tournee, die begon op 6 augustus 2014 in Osaka, Japan. Het hoogtepunt van de tour waren de drie uitverkochte shows in Wembley Stadium. Sheeran was hierbij de eerste solo-artiest die helemaal alleen optrad in het gigantische stadion.
Op het album x staat het recordbrekende nummer Thinking Out Loud. Met de klassieke Van Morrison-achtige sound sleepte Sheeran tijdens de 58ste uitreiking van de Grammy Awards twee prijzen in de wacht. Ook kreeg het nummer een notering in het Guinness Book of Records voor de langste tijd in de Britse Top 40. Het werd tevens zijn eerste nummer 1-hit in Nederland.
Ed Sheeran heeft verschillende nummers voor films geschreven. Zo schreef hij het nummer I See Fire voor The Hobbit: The Desolation of Smaug, die uitkwam in 2013. Ook schreef hij voor de film The Fault in Our Stars, die uitkwam in 2014, het nummer All of the stars. Tevens schreef Sheeran, samen met Justin Bieber en Benjamin Levin, het nummer Love Yourself, dat door Justin Bieber wordt gezongen.
Op 13 december 2015 kondigde Sheeran via zijn social media-accounts aan dat hij voor een jaar lang geen media meer op zou zoeken en zichzelf terug zou trekken uit dit gebied. Een jaar lang is dan ook niets van Ed Sheeran vernomen. Op 13 december 2016, precies een jaar later, postte hij voor het eerst weer een foto. Dit was een simpele blauwe achtergrond, wat later de kleur bleek te zijn van zijn nieuwe album.

#### 2017–2019:÷(Divide)en No. 6 Collaborations Project
Op 1 januari 2017 postte Sheeran op zijn sociale media een filmpje waarin hij aankondigde nieuwe muziek vrij te geven op vrijdag 6 januari 2017, vijf dagen na de aankondiging. Kort daarop volgden meer voorproefjes van de nieuwe liedjes van hem, waaronder stukken tekst en het intro van de nummers. Op dit moment was nog niet aangekondigd of er op de dag van release een album of single uit zou komen.
Op vrijdag 6 januari 2017 bleek dat er twee singles uitkwamen, Shape of You en Castle on the Hill. Hiermee werd ook bekend dat het album ÷ (Divide) zou heten, als opvolger van andere wiskundige symbolen + en ×. Op 11 januari 2017 werd via Sheerans sociale media bekendgemaakt hoe de nieuwe tracks op de cd zouden gaan heten.
Shape of you stond in meer dan twintig landen op nummer 1. In de Nederlandse Top 40 schreef het nummer geschiedenis door 15 weken onafgebroken op nummer 1 te staan. Nooit eerder stond een single zo lang op de eerste plaats van deze hitlijst. Op 29 april 2017 brak Shape of you in de Mega Top 50 en voorgangers het oude record van 15 weken op nummer 1 van Que si, que no van Jody Bernal uit 2000.
Het album ÷ (gedeeld door) brak bij uitkomst op Spotify gelijk alle records. Het werd het meest beluisterde album in de eerste 24 uur op deze streamingdienst.
Van het album ÷ bracht Sheeran op 17 januari 2017 het nummer Galway Girl uit als single en op 26 september 2017 verscheen Perfect. Naast de normale single, verschenen er van het laatstgenoemde nummer ook nog een "Perfect duet" met Beyoncé en een "Perfect symphony" met Andrea Bocelli.
Sheeran maakte met End game en River tevens grote featurings op de nummers van respectievelijk Taylor Swift en Eminem.
In de films Bridget Jones's Baby en Yesterday speelde Sheeran zichzelf.
Op 10 mei 2019 bracht Sheeran met Justin Bieber het nummer 'I Don't Care' uit. Later bleek dit nummer onderdeel te zijn van Sheerans nieuwe album No.6 Collaborations Project, dat volledig bestaat uit samenwerkingen tussen Sheeran en andere artiesten, waaronder Khalid, Cardi B, Camila Cabello, Eminem, en Bruno Mars. Het album verscheen op 12 juli en had maar liefst zeven singles, waaronder het eerder genoemde I don't care (met Justin Bieber) en 'Beautiful people' (met Khalid).
Na het uitbrengen van dit album besloot Sheeran anderhalf jaar pauze te nemen van muziek om meer tijd te besteden aan zijn privéleven. Eerder dat jaar was Sheeran namelijk getrouwd met jeugdliefde Cherry Seaborn. Hun eerste kind, Lyra Antarctica Seaborn Sheeran werd in augustus 2020 tijdens zijn pauze, geboren.

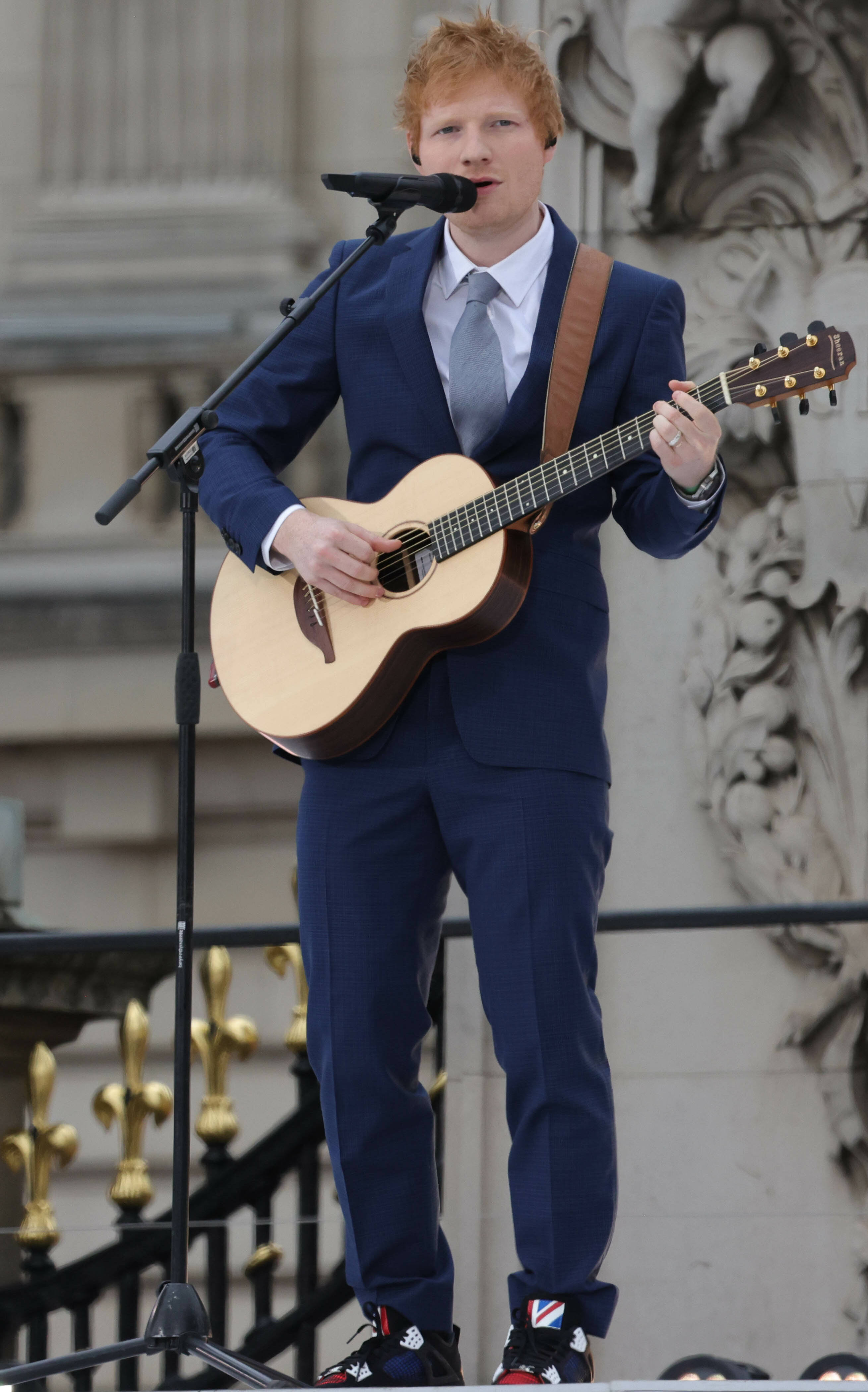
Sheeran voor Buckingham Palace tijdens het platinum jubileum van de Engelse koningin in juni 2022

#### 2020–2022:= (Equals)
Eind 2020 keerde Sheeran terug met het solonummer Afterglow. Op 25 juni 2021 bracht Sheeran het nummer Bad Habits uit. Dit bleek de eerste single te zijn van zijn vijfde studioalbum = (spreek uit: equals) dat op 29 oktober 2021 verscheen. De naam van het album en een tweede single 'Visiting Hours' bracht Sheeran in augustus 2021 uit. Op 10 september 2021 bracht hij nog een single uit van zijn vijfde album: Shivers. Ook kondigde hij de +–=÷x Tour aan, die in 2022 van start ging.
Op 3 december 2021 bracht Sheeran samen met Elton John het kerstnummer Merry Christmas uit, dat direct een nummer 1-hit werd in het Verenigd Koninkrijk. In mei 2022 bracht hij samen met de Oekraïense band Antytila een nieuwe versie van zijn liedje '2step' uit.

#### 2023-heden: - (Subtract)
Op 1 maart 2023 kondigde hij aan dat er een nieuw album klaar stond. Het album - (Subtract) kwam uit op 5 mei 2023. Het is Sheerans laatste album met een wiskundige titel. In de aankondiging van het album beschreef Sheeran dat hij een duidelijk idee had gehad van hoe het album moest klinken, namelijk artistiek en akoestisch, en dat hij al bijna tien jaar er aan werkte. 
Echter, begin 2022 veranderde er veel in Sheerans leven en naar eigen zeggen in zijn relatie met muziek. Sheerans beste vriend overleed, er werd een tumor ontdekt bij zijn vrouw en hij werd voor de rechtbank gedaagd wegens plagiaat bij een lied (Shape of You) dat hij eerder had uitgebracht. Om deze gebeurtenissen te verwerken stortte Sheeran zich op zijn muziek. De nummers die uit deze periode voortkwamen vervingen het werk dat hij eerder had gedaan voor het album. Net voor het album uitkwam, kwam op 3 mei de documentairereeks The Sum of it all uit op Disney+. Hierin komen zijn carrière en het nieuwe album ter sprake.

## Discografie

### Albums en ep's
| Album                                          | Verschijnen       | Label                     | Hitlijsten | Hitlijsten | Hitlijsten | Hitlijsten | Hitlijsten | Hitlijsten | Hitlijsten | Hitlijsten | Hitlijsten | Hitlijsten | Opmerkingen                                                  |
| Album                                          | Verschijnen       | Label                     | BE (VL)    | BE (VL)    | BE (WA)    | BE (WA)    | NL         | NL         | GB         | US         | DE         | FR         | Opmerkingen                                                  |
| Album                                          | Verschijnen       | Label                     | Piek       | Weken      | Piek       | Weken      | Piek       | Weken      | Piek       | Piek       | Piek       | Piek       | Opmerkingen                                                  |
| ---------------------------------------------- | ----------------- | ------------------------- | ---------- | ---------- | ---------- | ---------- | ---------- | ---------- | ---------- | ---------- | ---------- | ---------- | ------------------------------------------------------------ |
| Loose Change                                   | 7 februari 2010   | Sheeran Lock              | —          | —          | —          | —          | —          | —          | 90         | —          | —          | 192        | Extended play                                                |
| No. 5 Collaborations Project                   | 7 januari 2011    | —                         | —          | —          | —          | —          | —          | —          | 46         | —          | —          | —          | Extended play                                                |
| +                                              | 9 september 2011  | Asylum, Atlantic          | 9          | 159        | 38         | 76         | 8          | 180        | 1 (3 wk)   | 5          | 12         | 44         | Studioalbum / Goud in Nederland                              |
| x                                              | 20 juni 2014      | Asylum, Atlantic          | 2          | 296        | 8          | 118        | 1 (3 wk)   | 424        | 1 (13 wk)  | 1 (1 wk)   | 1 (1 wk)   | 5          | Studioalbum / Goud in Nederland en in België                 |
| Don't                                          | 12 augustus 2014  | Asylum, Atlantic          | —          | —          | —          | —          | —          | —          | —          | 54         | —          | —          | Extended play                                                |
| 5                                              | 12 mei 2015       | Gingerbread Man, Atlantic | 180        | 1          | —          | —          | 64         | 3          | —          | 30         | —          | —          | Boxset                                                       |
| Jumpers for Goalposts: Live at Wembley Stadium | 13 november 2015  | Atlantic                  | —          | —          | —          | —          | 5          | 39         | —          | —          | 90         | —          | Dvd                                                          |
| x / +                                          | 5 augustus 2016   | Asylum, Atlantic          | —          | —          | —          | —          | 28         | 2          | —          | —          | —          | 91         |                                                              |
| ÷                                              | 3 maart 2017      | Asylum, Atlantic          | 1 (11 wk)  | 332*       | 2          | 330*       | 1 (8 wk)   | 332*       | 1* (20 wk) | 1* (2 wk)  | 1* (7 wk)  | 1 (3 wk)   | Studioalbum / 4× Platina in Nederland / 3× Platina in België |
| ÷ / x                                          | ?                 | ?                         | —          | —          | —          | —          | —          | —          | —          | —          | —          | 185        |                                                              |
| No. 6 Collaborations Project                   | 12 juli 2019      | Asylum, Atlantic          | 1 (3 wk)   | 100        | 1 (1 wk)   | 52         | 1 (6 wk)   | 151        | 1 (5 wk)   | 1 (2 wk)   | 2          | 2          | Studioalbum / Platina in Nederland / Goud in België          |
| =                                              | 29 oktober 2021   | Asylum, Atlantic          | 2          | 89*        | 1 (1 wk)   | 88*        | 1 (1 wk)   | 89*        | 1* (4 wk)  | 1* (1 wk)  | 1 (1 wk)   | 1* (1 wk)  | Studioalbum                                                  |
| −                                              | 5 mei 2023        | Asylum, Atlantic          | 1 (2 wk)   | 10*        | 1 (1 wk)   | 10*        | 1 (2 wk)   | 10*        | 1* (2 wk)  | 2*         | 1* (1 wk)  | 1* (1 wk)  | Studioalbum                                                  |
| Autumn Variations                              | 29 september 2023 | Gingerbread Man           |            |            |            |            |            |            |            |            |            |            | Studioalbum                                                  |

### Singles
| Lied                                                                               | Verschijnen       | Album                                                   | Hitlijsten | Hitlijsten | Hitlijsten | Hitlijsten | Hitlijsten  | Hitlijsten  | Hitlijsten   | Hitlijsten   | Hitlijsten | Hitlijsten | Hitlijsten | Hitlijsten | Opmerkingen                                                           |
| Lied                                                                               | Verschijnen       | Album                                                   | BE (VL)    | BE (VL)    | BE (WA)    | BE (WA)    | NL (Top 40) | NL (Top 40) | NL (Top 100) | NL (Top 100) | GB         | US         | DE         | FR         | Opmerkingen                                                           |
| Lied                                                                               | Verschijnen       | Album                                                   | Piek       | Weken      | Piek       | Weken      | Piek        | Weken       | Piek         | Weken        | Piek       | Piek       | Piek       | Piek       | Opmerkingen                                                           |
| ---------------------------------------------------------------------------------- | ----------------- | ------------------------------------------------------- | ---------- | ---------- | ---------- | ---------- | ----------- | ----------- | ------------ | ------------ | ---------- | ---------- | ---------- | ---------- | --------------------------------------------------------------------- |
| The A Team                                                                         | 11 juli 2011      | +                                                       | 18         | 4          | tip26      | —          | 5           | 32          | 2            | 40           | 3          | 16         | 9          | 43         | Alarmschijf / 3FM Megahit                                             |
| You Need Me, I Don't Need You                                                      | 29 augustus 2011  | +                                                       | tip11      | —          | tip8       | —          | tip1        | —           | —            | —            | 4          | —          | —          | —          | 3FM Megahit                                                           |
| Gold Rush                                                                          | 9 september 2011  | +                                                       | —          | —          | —          | —          | —           | —           | —            | —            | 81         | —          | —          | —          |                                                                       |
| Autumn Leaves                                                                      | 9 september 2011  | +                                                       | —          | —          | —          | —          | —           | —           | —            | —            | 84         | —          | —          | —          |                                                                       |
| Lego House                                                                         | 11 november 2011  | +                                                       | 6          | 10         | tip3       | —          | 12          | 13          | 25           | 15           | 5          | 42         | 51         | —          | Alarmschijf                                                           |
| Drunk                                                                              | 27 februari 2012  | +                                                       | tip22      | —          | —          | —          | tip2        | —           | —            | —            | 9          | —          | —          | —          |                                                                       |
| Small Bump                                                                         | 25 mei 2012       | +                                                       | —          | —          | —          | —          | —           | —           | —            | —            | 25         | —          | —          | —          |                                                                       |
| Hush Little Baby (met Wretch 32)                                                   | 27 mei 2012       | Black and White (Wretch 32) / x                         | —          | —          | —          | —          | —           | —           | —            | —            | 35         | —          | —          | —          |                                                                       |
| Give Me Love                                                                       | 15 oktober 2012   | +                                                       | 38         | 5          | tip3       | —          | tip2        | —           | 41           | 11           | 18         | —          | 71         | —          |                                                                       |
| Wish You Were Here (met Richard Jones, Nick Mason, Mike Rutherford & David Arnold) | 12 augustus 2012  | Olympische Zomerspelen 2012 afsluitceremonie soundtrack | —          | —          | —          | —          | —           | —           | —            | —            | 34         | —          | —          | —          |                                                                       |
| Watchtower (met Devlin)                                                            | 16 augustus 2012  | A Moving Picture (Devlin)                               | —          | —          | —          | —          | —           | —           | —            | —            | 7          | —          | —          | 175        |                                                                       |
| Everything Has Changed (met Taylor Swift)                                          | 8 juni 2013       | Red (Taylor Swift)                                      | tip8       | —          | —          | —          | tip5        | —           | —            | —            | 7          | 32         | —          | —          |                                                                       |
| Old School Love (met Lupe Fiasco)                                                  | 14 oktober 2013   | —                                                       | —          | —          | —          | —          | —           | —           | —            | —            | —          | 93         | —          | —          |                                                                       |
| I See Fire                                                                         | 18 november 2013  | The Hobbit: The Desolation of Smaug soundtrack          | 6          | 16         | 50         | 1          | 13          | 29          | 10           | 90           | 13         | —          | 2          | 72         | 3FM Megahit / Platina in België                                       |
| Sing                                                                               | 7 april 2014      | x                                                       | 26         | 17         | 19         | 19         | 15          | 18          | 12           | 49           | 1 (1 wk)   | 13         | 7          | 5          | Alarmschijf / 3FM Megahit                                             |
| All of the Stars                                                                   | 9 mei 2014        | The Fault in Our Stars soundtrack / x                   | —          | —          | —          | —          | —           | —           | —            | —            | 46         | —          | 66         | 130        |                                                                       |
| Don't                                                                              | 20 juni 2014      | x                                                       | 43         | 6          | 48         | 1          | 15          | 16          | 20           | 43           | 8          | 9          | 17         | 41         | 3FM Megahit                                                           |
| Thinking Out Loud                                                                  | 20 juni 2014      | x                                                       | 6          | 31         | 8          | 29         | 1 (5 wk)    | 31          | 1 (6 wk)     | 95           | 1 (2 wk)   | 2          | 6          | 4          | 2× Platina in België                                                  |
| Afire Love                                                                         | 20 juni 2014      | x                                                       | 46         | 1          | 44         | 1          | —           | —           | 38           | 1            | 59         | 37         | —          | 37         |                                                                       |
| Bloodstream                                                                        | 20 juni 2014      | x                                                       | 48         | 1          | 47         | 1          | —           | —           | 44           | 1            | 60         | —          | —          | 39         |                                                                       |
| The Man                                                                            | 20 juni 2014      | x                                                       | —          | —          | —          | —          | —           | —           | 56           | 1            | 82         | —          | —          | 49         |                                                                       |
| Photograph                                                                         | 20 juni 2014      | x                                                       | tip5       | —          | 16         | 27         | 33          | 8           | 30           | 50           | 15         | 10         | 4          | 9          | Goud in België                                                        |
| One                                                                                | 20 juni 2014      | x                                                       | —          | —          | —          | —          | —           | —           | 97           | 1            | 18         | 87         | 79         | 121        |                                                                       |
| Tenerife Sea                                                                       | 20 juni 2014      | x                                                       | —          | —          | —          | —          | —           | —           | —            | —            | 62         | —          | —          | —          |                                                                       |
| Nina                                                                               | 20 juni 2014      | x                                                       | —          | —          | —          | —          | —           | —           | —            | —            | 57         | —          | —          | —          |                                                                       |
| Runaway                                                                            | 20 juni 2014      | x                                                       | —          | —          | —          | —          | —           | —           | —            | —            | 71         | —          | —          | —          |                                                                       |
| Take It Back                                                                       | 20 juni 2014      | x                                                       | —          | —          | —          | —          | —           | —           | —            | —            | 85         | —          | —          | —          |                                                                       |
| I'm a Mess                                                                         | 22 juni 2014      | x                                                       | —          | —          | —          | —          | —           | —           | —            | —            | 49         | —          | —          | —          |                                                                       |
| Make It Rain                                                                       | 2 december 2014   | Sons of Anarchy: Songs of Anarchy Vol. 4 soundtrack     | —          | —          | —          | —          | —           | —           | —            | —            | 38         | 34         | —          | 103        |                                                                       |
| All About It (met Hoodie Allen)                                                    | 26 januari 2015   | People Keep Talking (Hoodie Allen)                      | tip8       | —          | tip4       | —          | —           | —           | —            | —            | —          | 71         | 9          | —          |                                                                       |
| Bloodstream (met Rudimental)                                                       | 11 februari 2015  | We the Generation (Rudimental) / x                      | tip32      | —          | —          | —          | tip7        | —           | 98           | 1            | 2          | —          | —          | —          |                                                                       |
| I Will Take You Home                                                               | 29 maart 2015     | Bloodstream                                             | —          | —          | —          | —          | —           | —           | —            | —            | 69         | —          | —          | —          |                                                                       |
| Reuf (met Nekfeu)                                                                  | 8 juni 2015       | Feu (Nekfeu)                                            | —          | —          | tip19      | —          | —           | —           | —            | —            | —          | —          | —          | 72         |                                                                       |
| Growing Up (Sloane's Song) (met Macklemore & Ryan Lewis)                           | 5 augustus 2015   | This Unruly Mess I've Made (Macklemore & Ryan Lewis)    | —          | —          | —          | —          | tip16       | —           | —            | —            | —          | —          | —          | —          |                                                                       |
| Dark Times (met The Weeknd)                                                        | 28 augustus 2015  | Beauty Behind the Madness (The Weeknd)                  | —          | —          | —          | —          | —           | —           | —            | —            | 92         | 91         | —          | —          |                                                                       |
| Lay It All on Me (met Rudimental)                                                  | 25 september 2015 | We the Generation (Rudimental)                          | 47         | 1          | 24         | 13         | tip3        | —           | 43           | 30           | 12         | 48         | 31         | —          |                                                                       |
| Shape of You                                                                       | 6 januari 2017    | ÷                                                       | 1 (15 wk)  | 67         | 1 (15 wk)  | 66         | 1 (15 wk)   | 28          | 1 (12 wk)    | 96           | 1 (14 wk)  | 1 (12 wk)  | 1 (15 wk)  | 1 (15 wk)  | 3FM Megahit / 2× Platina in Nederland / 7× Platina in België          |
| Castle on the Hill                                                                 | 6 januari 2017    | ÷                                                       | 2          | 18         | 25         | 12         | 4           | 20          | 2            | 32           | 2          | 6          | 2          | 3          | NPO Radio 2 TopSong / 3FM Megahit / Platina in Nederland en in België |
| How Would You Feel (Paean)                                                         | 20 februari 2017  | ÷                                                       | tip5       | —          | tip21      | —          | 31          | 3           | 10           | 9            | 2          | 41         | 27         | 84         |                                                                       |
| Perfect                                                                            | 3 maart 2017      | ÷                                                       | 1 (14 wk)  | 39         | 1 (13 wk)  | 28         | 1 (9 wk)    | 28          | 1 (2 wk)     | 81           | 1 (6 wk)   | 1 (6 wk)   | 1 (10 wk)  | 1 (4 wk)   | 4× Platina in België                                                  |
| Galway Girl                                                                        | 3 maart 2017      | ÷                                                       | 2          | 28         | 4          | 22         | 7           | 17          | 6            | 33           | 2          | 53         | 5          | 28         | Alarmschijf / NPO Radio 2 TopSong / 2× Platina in België              |
| Happier                                                                            | 3 maart 2017      | ÷                                                       | 12         | 22         | 4          | 27         | 7           | 21          | 11           | 32           | 6          | 59         | 16         | 73         | Alarmschijf / Platina in België                                       |
| Dive                                                                               | 3 maart 2017      | ÷                                                       | —          | —          | —          | —          | —           | —           | 12           | 7            | 8          | 49         | 23         | 67         |                                                                       |
| New Man                                                                            | 3 maart 2017      | ÷                                                       | —          | —          | —          | —          | —           | —           | 14           | 6            | 5          | 72         | 20         | 83         |                                                                       |
| What Do I Know?                                                                    | 3 maart 2017      | ÷                                                       | —          | —          | —          | —          | —           | —           | 16           | 7            | 9          | 83         | 35         | 98         |                                                                       |
| Eraser                                                                             | 3 maart 2017      | ÷                                                       | —          | —          | —          | —          | —           | —           | 19           | 3            | 14         | 90         | 21         | 75         |                                                                       |
| Supermarket Flowers                                                                | 3 maart 2017      | ÷                                                       | —          | —          | —          | —          | —           | —           | 20           | 6            | 8          | 75         | 29         | 109        |                                                                       |
| Barcelona                                                                          | 3 maart 2017      | ÷                                                       | —          | —          | —          | —          | —           | —           | 21           | 6            | 12         | 96         | 42         | 129        |                                                                       |
| Bibia Be Ye Ye                                                                     | 3 maart 2017      | ÷                                                       | tip        | —          | tip10      | —          | —           | —           | 24           | 3            | 18         | —          | 52         | 130        |                                                                       |
| Hearts Don't Break Around Here                                                     | 3 maart 2017      | ÷                                                       | —          | —          | —          | —          | —           | —           | 25           | 3            | 15         | 93         | 45         | 115        |                                                                       |
| Nancy Mulligen                                                                     | 3 maart 2017      | ÷                                                       | —          | —          | —          | —          | —           | —           | 26           | 4            | 13         | —          | 43         | 127        |                                                                       |
| Save Myself                                                                        | 3 maart 2017      | ÷                                                       | —          | —          | —          | —          | —           | —           | 29           | 2            | 19         | —          | 56         | 161        |                                                                       |
| Boa Me (met Fuse ODG & Mugeez)                                                     | 10 november 2017  | African Nation (Fuse ODG)                               | tip        | —          | —          | —          | —           | —           | —            | —            | 52         | —          | —          | —          |                                                                       |
| River (met Eminem)                                                                 | 15 november 2017  | Revival (Eminem)                                        | 12         | 17         | 3          | 19         | 3           | 21          | 5            | 18           | 1 (1 wk)   | 11         | 2          | 26         | Alarmschijf / Platina in België                                       |
| End Game (met Taylor Swift & Future)                                               | 12 januari 2018   | reputation (Taylor Swift)                               | tip8       | —          | tip19      | —          | tip10       | —           | —            | —            | 49         | 18         | —          | —          |                                                                       |
| I Don't Care (met Justin Bieber)                                                   | 10 mei 2019       | No. 6 Collaborations Project                            | 2          | 27         | 2          | 24         | 2           | 24          | 1 (1 wk)     | 62           | 1 (8 wk)   | 2          | 2          | 5          | Alarmschijf / 2× Platina in België                                    |
| Cross Me (met Chance the Rapper & PnB Rock)                                        | 24 mei 2019       | No. 6 Collaborations Project                            | tip1       | —          | tip1       | —          | 30          | 4           | 37           | 11           | 4          | 25         | 23         | 86         |                                                                       |
| Beautiful People (met Khalid)                                                      | 28 juni 2019      | No. 6 Collaborations Project                            | 5          | 29         | 4          | 20         | 3           | 23          | 6            | 41           | 1 (1 wk)   | 13         | 5          | 34         | Alarmschijf / Platina in België                                       |
| Best Part of Me (met Yebba)                                                        | 5 juli 2019       | No. 6 Collaborations Project                            | —          | —          | —          | —          | —           | —           | 62           | 2            | —          | 99         | 55         | 162        |                                                                       |
| South of the Border (met Camilla Cabello & Cardi B)                                | 12 juli 2019      | No. 6 Collaborations Project                            | 36         | 10         | 22         | 15         | 9           | 18          | 14           | 30           | 4          | 49         | 33         | 75         | Goud in België                                                        |
| Antisocial (met Travis Scott)                                                      | 12 juli 2019      | No. 6 Collaborations Project                            | tip5       | —          | tip23      | —          | —           | —           | 23           | 3            | —          | 37         | 23         | 102        |                                                                       |
| Remember The Name (met Eminem & 50 Cent)                                           | 12 juli 2019      | No. 6 Collaborations Project                            | —          | —          | —          | —          | —           | —           | 45           | 2            | —          | 57         | 29         | 145        |                                                                       |
| Take Me Back to London (met Stormzy)                                               | 12 juli 2019      | No. 6 Collaborations Project                            | tip27      | —          | —          | —          | —           | —           | 69           | 1            | 1 (5 wk)   | —          | 68         | —          |                                                                       |
| Put It All on Me (met Ella Mai)                                                    | 12 juli 2019      | No. 6 Collaborations Project                            | —          | —          | tip        | —          | —           | —           | 91           | 1            | —          | —          | —          | —          |                                                                       |
| BLOW (met Chris Stapelton & Bruno Mars)                                            | 12 juli 2019      | No. 6 Collaborations Project                            | tip4       | —          | tip28      | —          | tip11       | —           | 96           | 1            | —          | 60         | 93         | —          | NPO Radio 2 TopSong / 3FM Megahit                                     |
| Own It (met Stormzy & Burna Boy)                                                   | 22 november 2019  | Heavy Is the Head (Stormzy)                             | tip1       | —          | tip5       | —          | 33          | 5           | 25           | 31           | 1 (3 wk)   | —          | 75         | —          |                                                                       |
| Those Kinda Nights (met Eminem)                                                    | 17 januari 2020   | Music to Be Murdered By (Eminem)                        | —          | —          | —          | —          | —           | —           | 49           | 1            | 12         | 31         | —          | 115        |                                                                       |
| Afterglow                                                                          | 21 december 2020  | =                                                       | 5          | 16         | 8          | 14         | 10          | 18          | 15           | 21           | 2          | 29         | 10         | 129        | Alarmschijf / MNM-Big Hit / Goud in België                            |
| Bad Habits                                                                         | 25 juni 2021      | =                                                       | 1 (7 wk)   | 33         | 1 (9 wk)   | 30         | 1 (5 wk)    | 25          | 2            | 74           | 1* (11 wk) | 2          | 1 (4 wk)   | 4          | Alarmschijf / MNM-Big Hit / 538 Favourite                             |
| Visiting Hours                                                                     | 19 augustus 2021  | =                                                       | —          | —          | —          | —          | tip7        | —           | 52           | 1            | 5          | 75         | 46         | 169        |                                                                       |
| Shivers                                                                            | 10 september 2021 | =                                                       | 2          | 30         | 4          | 31         | 4           | 19          | 6            | 72           | 1* (4 wk)  | 4          | 1 (2 wk)   | 10         | Alarmschijf / MNM-Big Hit / 538 Favourite                             |
| Overpass Graffiti                                                                  | 29 oktober 2021   | =                                                       | 11         | 25         | 11         | 15         | 6           | 27          | 28           | 29           | 4          | 41         | 17         | 64         | Alarmschijf / 538 Favourite                                           |
| Tides                                                                              | 29 oktober 2021   | =                                                       | —          | —          | —          | —          | —           | —           | —            | —            | —          | —          | —          | 169        |                                                                       |
| First Times                                                                        | 29 oktober 2021   | =                                                       | —          | —          | —          | —          | —           | —           | —            | —            | —          | —          | —          | 126        |                                                                       |
| Run (Taylor's Version) [From the Vault] (met Taylor Swift)                         | 12 november 2021  | Red (Taylor's Version) (Taylor Swift)                   | —          | —          | —          | —          | —           | —           | —            | —            | —          | 47         | —          | —          |                                                                       |
| Everything Has Changed (Taylor's Version) (met Taylor Swift)                       | 12 november 2021  | Red (Taylor's Version) (Taylor Swift)                   | —          | —          | —          | —          | —           | —           | —            | —            | —          | 63         | —          | —          |                                                                       |
| Merry Christmas (met Elton John)                                                   | 3 december 2021   | =                                                       | 1 (1 wk)   | 6          | 11         | 5          | 1 (1 wk)    | 5           | 11           | 9            | 1 (3 wk)   | 42         | 4          | 26         | Alarmschijf / MNM-Big Hit / NPO Radio 2 TopSong / 538 Favourite       |
| Sausage Rolls for Everyone (met LadBaby & Elton John)                              | 17 december 2021  | —                                                       | —          | —          | —          | —          | —           | —           | —            | —            | 1 (1 wk)   | —          | —          | —          |                                                                       |
| Peru (met Fireboy DML)                                                             | 24 december 2021  | =                                                       | —          | —          | —          | —          | 21          | 15          | 11           | 44           | 2          | 53         | —          | 28         |                                                                       |
| The Joker and the Queen (met Taylor Swift)                                         | 11 februari 2022  | =                                                       | 11         | 8          | —          | —          | 33          | 3           | 78           | 4            | 2          | 21         | 37         | 170        | MNM-Big Hit                                                           |
| Bam Bam (met Camila Cabello)                                                       | 4 maart 2022      | Familia (Camila Cabello)                                | 7          | 32         | 2          | 27         | 2           | 25          | 6            | 37           | 7          | 21         | 12         | 7          | Alarmschijf / MNM-Big Hit                                             |
| Sigue (met J Balvin)                                                               | 25 maart 2022     | —                                                       | —          | —          | 47         | 1          | tip12       | —           | 95           | 1            | 96         | 89         | —          | —          |                                                                       |
| Forever My Love (met J Balvin)                                                     | 25 maart 2022     | —                                                       | —          | —          | —          | —          | tip24       | —           | —            | —            | —          | —          | —          | —          |                                                                       |
| 2step (met Lil Baby)                                                               | 29 april 2022     | =                                                       | 22         | 7          | 13         | 20         | tip3        | —           | 79           | 1            | 9          | 48         | 41         | 35         |                                                                       |
| For My Hand (met Burna Boy)                                                        | 8 juli 2022       | Love, Damini (Burna Boy)                                | —          | —          | —          | —          | 28          | 4           | 25           | 33           | 18         | —          | —          | 173        |                                                                       |
| Are You Entertained (met Russ)                                                     | 22 juli 2022      | —                                                       | —          | —          | —          | —          | —           | —           | 79           | 1            | 47         | 97         | —          | —          |                                                                       |
| My G (met Aitch)                                                                   | 19 augustus 2022  | Close to Home (Aitch)                                   | —          | —          | —          | —          | —           | —           | —            | —            | 6          | —          | —          | —          |                                                                       |
| Celestial                                                                          | 29 september 2022 | —                                                       | 7          | 26         | —          | —          | 7           | 27          | 36           | 28           | 6          | —          | 46         | 73         | Alarmschijf / 538 Favourite                                           |
| Call On Me (met Vianney)                                                           | 7 oktober 2022    | = (Franse versie)                                       | —          | —          | 9          | 20         | —           | —           | —            | —            | —          | —          | —          | 30         |                                                                       |
| F64                                                                                | 19 januari 2023   | —                                                       | —          | —          | —          | —          | —           | —           | —            | —            | 50         | —          | —          | —          |                                                                       |
| Who We Love (met Sam Smith)                                                        | 27 januari 2023   | Gloria (Sam Smith)                                      | —          | —          | —          | —          | —           | —           | —            | —            | 85         | —          | —          | —          |                                                                       |
| Eyes Closed                                                                        | 24 maart 2023     | −                                                       | 2          | 17*        | 2          | 17*        | 8           | 17*         | 12           | 16*          | 1* (1 wk)  | 19*        | 13*        | 32*        | Alarmschijf / MNM-Big Hit / 3FM Megahit / 538 Favourite               |
| Boat                                                                               | 21 april 2023     | −                                                       | —          | —          | —          | —          | tip21       | —           | 86           | 1            | 15         | —          | —          | —          |                                                                       |
| Life Goes On (solo of met Luke Combs)                                              | 5 mei 2023        | −                                                       | —          | —          | —          | —          | —           | —           | —            | —            | 29         | 66         | —          | —          |                                                                       |
| Curtains                                                                           | 5 mei 2023        | −                                                       | 34         | 2*         | —          | —          | 22          | 7           | 61           | 4            | 16         | 97         | 87         | —          | Alarmschijf / 538 Favourite                                           |
| American Town                                                                      | 7 oktober 2023    | −                                                       |            | 15         | 9          |            |             | 32          | 6            |              |            |            |            |            |                                                                       |
| Azizam                                                                             | 4 april 2025      | −                                                       | 1(2wk)     | 19*        |            |            | 1 (3wk)     | 19          |              |              |            |            |            |            | Alarmschijf                                                           |
| Sapphire                                                                           | 6 Juni 2025       |                                                         | 3          | 9*         |            |            | 10          | 9           |              |              |            |            |            |            | Alarmschijf                                                           |

### NPO Radio 2 Top 2000
| Nummers met noteringen in de NPO Radio 2 Top 2000 | '12 | '13  | '14  | '15  | '16  | '17  | '18  | '19  | '20  | '21  | '22  | '23  | '24  |
| ------------------------------------------------- | --- | ---- | ---- | ---- | ---- | ---- | ---- | ---- | ---- | ---- | ---- | ---- | ---- |
| Afterglow                                         | ×   | ×    | ×    | ×    | ×    | ×    | ×    | ×    | -    | 981  | 1439 | 1758 | -    |
| Bad Habits                                        | ×   | ×    | ×    | ×    | ×    | ×    | ×    | ×    | ×    | 1483 | 710  | 1215 | 1673 |
| Beautiful People (met Khalid)                     | ×   | ×    | ×    | ×    | ×    | ×    | ×    | -    | 1810 | -    | -    | -    | -    |
| Castle on the Hill                                | ×   | ×    | ×    | ×    | ×    | 185  | 341  | 493  | 625  | 585  | 640  | 768  | 826  |
| Celestial                                         | ×   | ×    | ×    | ×    | ×    | ×    | ×    | ×    | ×    | ×    | -    | 1950 | -    |
| Don't                                             | ×   | ×    | -    | 1436 | -    | -    | 1926 | -    | -    | -    | -    | -    | -    |
| Everything Has Changed (met Taylor Swift)         | ×   | -    | 1601 | 1556 | -    | -    | -    | -    | -    | -    | -    | -    | -    |
| Galway Girl                                       | ×   | ×    | ×    | ×    | ×    | 1689 | 691  | 1092 | 1550 | 1393 | 1705 | 1840 | 1832 |
| Give Me Love                                      | -   | 1261 | 226  | 576  | 914  | 903  | 933  | 1533 | -    | -    | -    | -    | -    |
| Happier                                           | ×   | ×    | ×    | ×    | ×    | -    | -    | 979  | 1455 | 1422 | 1897 | -    | -    |
| I Don't Care (met Justin Bieber)                  | ×   | ×    | ×    | ×    | ×    | ×    | ×    | -    | 1719 | 1889 | -    | -    | -    |
| I See Fire                                        | ×   | -    | 441  | 145  | 194  | 171  | 249  | 367  | 470  | 438  | 570  | 683  | 883  |
| Lego House                                        | 725 | 1068 | 598  | 1079 | 1474 | 1174 | 1187 | 1662 | 1840 | 1823 | -    | -    | -    |
| Merry Christmas (met Elton John)                  | ×   | ×    | ×    | ×    | ×    | ×    | ×    | ×    | ×    | -    | -    | 1904 | -    |
| Overpass Graffiti                                 | ×   | ×    | ×    | ×    | ×    | ×    | ×    | ×    | ×    | -    | 1087 | 1672 | -    |
| Perfect                                           | ×   | ×    | ×    | ×    | ×    | 177  | 85   | 143  | 169  | 172  | 208  | 223  | 220  |
| Photograph                                        | ×   | ×    | ×    | 930  | 497  | 430  | 590  | 832  | 991  | 909  | 969  | 1045 | 1327 |
| Shape of You                                      | ×   | ×    | ×    | ×    | ×    | 103  | 205  | 374  | 519  | 473  | 737  | 756  | 1139 |
| Shivers                                           | ×   | ×    | ×    | ×    | ×    | ×    | ×    | ×    | ×    | -    | 1045 | 1408 | 1722 |
| Sing                                              | ×   | ×    | -    | 1373 | 1614 | 1483 | 1775 | -    | -    | -    | -    | -    | -    |
| Supermarket Flowers                               | ×   | ×    | ×    | ×    | ×    | -    | -    | 1172 | 1247 | 1081 | 1248 | 1302 | 1387 |
| The A Team                                        | 190 | 388  | 231  | 430  | 621  | 410  | 419  | 588  | 741  | 683  | 834  | 979  | 976  |
| Thinking Out Loud                                 | ×   | ×    | 328  | 68   | 125  | 137  | 220  | 359  | 465  | 492  | 689  | 713  | 835  |

1. ↑  Een '-' betekent dat het nummer niet was genoteerd, een '×' betekent dat het nummer nog niet was uitgebracht en een vetgedrukt getal geeft de hoogste notering van een nummer aan.
2. ↑  2012 was het eerste jaar met een notering voor Ed Sheeran.

## Trivia
- Ed Sheeran had bijrollen in producties zoals Star Wars: Episode VII: The Force Awakens, Star Wars: Episode IX: The Rise of Skywalker (als Stormtrooper) en Game of Thrones (als Lannister-soldaat).
- Sheeran heeft zijn gitaren namen gegeven namelijk: Lloyd, Felix, Cyril, Trevor, Keith, Nigel en James The Second.
- Sheeran is shirtsponsor van voetbalclub Ipswich Town FC.
- In 2023 lanceerde Sheeran in samenwerking met Kraft Heinz Company een eigen merk van pikante sauzen genaamd "Tingly Teds".[20]